# 타치야나 카리모바
타치야나 아크바로브나 카리모바(Татьяна Акбаровна Каримова, 1968년 8월 29일 ~ )는 소련 경제학자 겸 외교관 및 정치인 출신의 우즈베키스탄 여성 경제학자(경제학 석사 출신)이며 이슬람 카리모프 전직 우즈베키스탄 대통령 영부인이다.
하바롭스크의 군인 집안에서 태어났으며, 우즈베키스탄 페르가나 로 이주하여 성장하였다. 그녀는 2010년 2월에 부군 이슬람 카리모프 우즈베키스탄 대통령과 함께 방한(訪韓)하기도 하였다.